# Dacryodes heterotricha
Dacryodes heterotricha là một loài thực vật có hoa trong họ Burseraceae. Loài này được (Pell.) H.J.Lam mô tả khoa học đầu tiên năm 1932.